# 福江藩
福江藩（日语：／ Fukue han */?）是日本江戶時代的一個藩。位於肥前國五島列島全境，藩廳在石田城（今長崎縣五島市），藩主是五島氏，家格屬於外樣大名，於江戶城詰席時份在柳之間，石高為一萬五千石。
五島水軍頭領五島玄雅在慶長8年（1603年）前往江戶拜謁德川家康後，正式成為被賜予朱印狀，在明治維新後，在明治17年（1884年）被列為子爵，在長崎被美國用原子彈攻擊後，五島家絕後，因而失去爵位。

## 歷任藩主
1. 五島玄雅
2. 五島盛利
3. 五島盛次
4. 五島盛清
5. 五島盛勝
6. 五島盛暢
7. 五島盛佳
8. 五島盛道
9. 五島盛運
10. 五島盛繁
11. 五島盛成
12. 五島盛德